# Aeolochroma chioneschatia
Aeolochroma chioneschatia là một loài bướm đêm trong họ Geometridae.